# Осерваторе Романо
„Осервато̀ре Рома̀но“ (на италиански: L'Osservatore Romano) е вестник във Ватикана, основан през 1861 година.
Собственост на Светия престол, той излиза ежедневно на италиански, а седмично и на други езици, като отразява главно дейността на папата и Светия престол и събития, свързани с Католическата църква. Той не е официално издание на Светия престол, като тази функция се изпълнява от „Акта Апостолика Седис“.